# Love and other Drugs – Nebenwirkung inklusive
Love and other Drugs – Nebenwirkung inklusive ist ein US-amerikanischer Spielfilm von Regisseur Edward Zwick aus dem Jahr 2010, der auf dem Bestseller Hard Sell: The Evolution of a Viagra Salesman von Jamie Reidy basiert. Der Film kam am 13. Januar 2011 in die deutschen Kinos.

## Handlung
Jamie Randall arbeitet in einem Elektrofachgeschäft. Er wird entlassen, nachdem er mit der Freundin des Geschäftsführers schläft. Jamie wird anschließend als Pharmavertreter bei dem Konzern Pfizer tätig, wo der Womanizer seinen trainierten Charme besonders gut einsetzen kann. Jamie besucht Sprechstundenhilfen und verschafft sich Zutritt zu einem bekannten Arzt. So kann er den Arzt nach einiger Zeit überzeugen, seinen Patienten Zoloft statt Prozac zu verschreiben. 
Während er den Arzt bei seinen Untersuchungen begleitet, trifft er auf die attraktive Maggie, die an der Parkinson-Krankheit leidet. Sie lernen sich näher kennen und es entwickelt sich ein sexuelles Zweckbündnis mit hitzigen Quickies. Maggie betont immer wieder, ungebunden sein zu wollen, denn sie möchte anscheinend niemandem mit ihrer Krankheit zur Last fallen. Nachdem Jamie es in einer Nacht mit Erektionsstörungen zu tun hat, erscheint zufällig einige Zeit später Viagra auf dem Markt. Jamie ist offenbar der richtige Mann, um die Tabletten an den Mann zu bringen. 
Jamies und Maggies Leben verkompliziert sich schlagartig, als ihnen die Liebe in die Quere kommt. Sie entscheiden sich beide für eine Beziehung. Jamie versteht mit der Zeit, wie ernst Maggies Krankheit ist und wie stark sie ihr gemeinsames Leben in Zukunft beeinträchtigen wird; deswegen versucht er alles Mögliche, um etwas über alternative Therapien zu erfahren. Er reist mit Maggie durch das ganze Land, besucht Vorträge und lässt sie testen. Maggie ist dies alles zu viel, und sie erkennt, dass Jamie mit ihrer Krankheit nicht zurechtkommt. Sie trennt sich von Jamie, der dies zunächst zulässt. Nach einer gewissen Zeit wird ihm jedoch klar, dass er sie braucht und sie ihn braucht, also fährt er ihr Richtung Kanada nach, und sie kommen am Ende wieder zusammen. Jamie entscheidet sich für ein Medizinstudium, anstatt für seinen Job nach Chicago zu ziehen.

## Hintergrund
- Regisseur und Drehbuchautor Edward Zwick fand mit Love and other Drugs – Nebenwirkung inklusive erstmals zurück zu dem Genre, in dem er 1986 sein Kinodebüt gab (Nochmal so wie letzte Nacht).
- Die Dreharbeiten begannen am 21. September 2009 in Pittsburgh, Pennsylvania. Die Stadt wurde wegen ihrer medizinischen Geschichte ausgewählt.[3]
- Hathaway war der Meinung, dass ihre Nacktheit im Film sozial konservative Leute nicht abschrecken würde, indem sie sagte: „Nur weil Nacktheit in Amerika so ein umstrittenes Thema ist, glauben die Leute, dass sie automatisch die konservativen Teile Amerikas abschrecken, wenn sie nackt sind. Aber ich gebe der amerikanischen Öffentlichkeit mehr Anerkennung. Ich glaube, die Leute sind neugierig und sie lieben Liebesgeschichten. Ich bin mir sicher, sie werden es mögen, auch wenn es etwas gewagt ist.“[4]
- Etwa 10 % aller Parkinsonpatienten erkranken vor dem 40. Lebensjahr. Dementsprechend hat der Film einen realistischen Hintergrund.[5]
- Der Film spielte bei einem Budget von 30 Millionen US-Dollar während des ersten Wochenendes ca. zehn Millionen US-Dollar allein in den USA wieder ein.[6] Insgesamt spielte der Film mit fast 32,4 Millionen Dollar in Nordamerika etwas mehr als seine Kosten ein, weltweit fast 103 Millionen US-Dollar.[7]

## Kritik

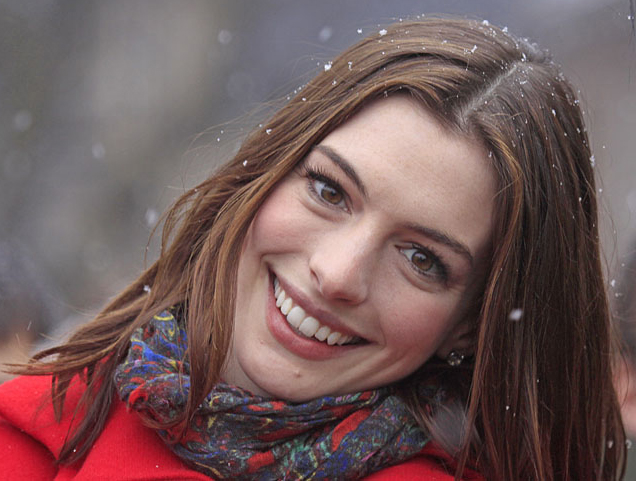
Anne Hathaway

Bereits früh von der Presse als aussichtsreicher Oscar-Kandidat gehandelt, fielen die Kritiken trotzdem gemischt aus, jedoch wurden immer wieder die Hauptdarsteller gelobt, die ihre Rollen überzeugend spielten. Laut Rotten Tomatoes bewerteten 49 % der Kritiker den Film als positiv. In der Internet Movie Database erhielt der Film 6,6 von 10 Punkten.
Filmstarts bezeichnete den Film als „einen mittelprächtigen Genre-Zwitter, der nur selten zu der Leichtigkeit, der Absurdität und dem Tiefgang findet, die er simultan anstrebt“, lobte jedoch die Schauspielleistung von Jake Gyllenhaal und Anne Hathaway, indem sie „nicht nur durch nackte Oberkörper und Hinterteile, sondern auch durch viel Chemie und Spiellust“ überzeugen.
Die britische Zeitschrift Empire schrieb, dass der Film gegen Ende hin schwächelt und nach einem außergewöhnlichen und interessanten Start zum Klischee zurückkehrt („The film flounders in its final stages. After doing so much to be unusual it reverts to cliché, winding up with a big neat bow that was much more interesting as a tangle.“).
Die Aargauer Zeitung schrieb: „So viel nackte Haut gab es in einem US-Film schon lange nicht mehr“, kritisierte jedoch das schnulzige Happy End: „Der dissonante Tonartwechsel, die Sexfixierung und das abgeschmackte Happy End verleihen dieser Moral-Romanze einen so manischen Rhythmus, als ob sich jedermann mit einer Überdosis Prozac aufgeputscht hätte.“
Die US-amerikanische Zeitschrift The Hollywood Reporter warf dem Film vor, er verhalte sich wie ein Patient, der aufgehört hat, seine Medikamente zu nehmen (Edward Zwick’s „Love and Other Drugs“, an offbeat romantic drama set in the world of pharmaceutical sales, plays at times like a patient who has gone off his meds.).

## Auszeichnungen
Golden Globe Awards 2011
- Nominierung in der Kategorie Bester Hauptdarsteller – Komödie/Musical: Jake Gyllenhaal
- Nominierung in der Kategorie Beste Hauptdarstellerin – Komödie/Musical: Anne Hathaway

Satellite Awards 2010
- Nominierung in der Kategorie Bester Hauptdarsteller – Komödie/Musical: Jake Gyllenhaal
- Auszeichnung in der Kategorie Beste Hauptdarstellerin – Komödie/Musical: Anne Hathaway

Washington D.C. Area Film Critics Association
- Nominiert als beste Hauptdarstellerin: Anne Hathaway